# Elecciones presidenciales de Turkmenistán de 2012
Las elecciones presidenciales se llevaron a cabo en Turkmenistán el 12 de febrero de 2012. Fueron las cuartas elecciones presidenciales desde la independencia del país. Gurbangulí Berdimujamédov, presidente desde la muerte del dictador Saparmyrat Nyýazow en 2006, fue reelegido para un mandato de cinco años con el 97% de los votos. La participación electoral fue del 96.28%.
La campaña inició en octubre de 2011 y, durante la misma, todos los candidatos que se suponían se presentaban en contra de Berdimujamédov expresaron su apoyo al Presidente, lo cual dejó sospechar que las elecciones estaban arregladas. De acuerdo con Chatham House, las elecciones fueron una "farsa electoral" que continuaría con el régimen autoritario turcomano.

## Candidatos
Ocho personas se postularon como candidatos presidenciales. Todos los candidatos eran miembros del Partido Democrático de Turkmenistán, el único partido político del país.
1. Gurbanguly Berdimuhamedow, Presidente de Turkmenistán.
2. Rejep Bazarow, jefe adjunto de la provincia de Daşoguz.
3. Kakageldi Abdullaýew, gobernador del distrito de Türkmenbaşy.
4. Gurbanmämmet Mollaniýazow, director de Türkmennebit.
5. Annageldi Ýazmyradow, Ministro del Agua.
6. Esendurdy Gaýypow, jefe de la asociación de producción Lebapgurluşyk.
7. Saparmyrat Batyrow, director de la fábrica textil de Gökdepe.
8. Ýarmuhammet Orazgulyýew, viceministro de Energía e Industria.

Aina Abayeva, intento postularse como candidata presidencial a las elecciones, pero fue rechazada por las autoridades electorales, a raíz de que Abayeva era apoyada por una organización no gubernamental que no estaba registrada.

## Resultados
| Candidato                          | Partido                             | Votos     | %     |
| ---------------------------------- | ----------------------------------- | --------- | ----- |
| Gurbanguly Berdimuhamedow          | Partido Democrático de Turkmenistán |           | 97.14 |
| Annageldi Ýazmyradow               | Partido Democrático de Turkmenistán |           | 1.07  |
| Ýarmuhammet Orazgulyýew            | Partido Democrático de Turkmenistán |           | 1.02  |
| Rejep Bazarow                      | Partido Democrático de Turkmenistán |           | 0.28  |
| Saparmyrat Batyrow                 | Partido Democrático de Turkmenistán |           | 0.19  |
| Kakageldi Abdullaýew               | Partido Democrático de Turkmenistán |           | 0.16  |
| Gurbanmämmet Mollaniýazow          | Partido Democrático de Turkmenistán |           | 0.08  |
| Esendurdy Gaýypow                  | Partido Democrático de Turkmenistán |           | 0.06  |
| Votos nulos/en blanco              | Votos nulos/en blanco               | –         | –     |
| Total                              | Total                               | 2.888.887 | –     |
| Votantes registrados/participación | Votantes registrados/participación  | 2.987.324 | 96.70 |
| Fuente: TASS                       |                                     |           |       |